# Лондонски споразум (1864)
Лондонском споразуму 1864. године Уједињено Краљевство је уступило Сједињене Државе Јонских острва Грчкој. Британија је држала пријатељски протекторат над острвима од Париског мира из 1815. године.
Савезне Сједињене Државе Јонских острва обухватале су седам острва у близини обала Епира и Пелопонеза, која су остала у рукама Венеције до 1797. године и избегла османску власт. Од седам, шест је лежало у Јонском мору, на западу грчког копна. Ових шест држава су били Крф, Итака, Пакси, Кефалонија, Закинтос и Лефкада. Китера је такође била држава федерације, иако се налази југоисточно од Пелопонеза.
Још од грчког рата за независност против Отоманског царства, народ Јонских острва је вршио притисак на уједињење, или енозис, са Грчком. На састанку британског кабинета 1862. године, министар спољних послова Хенри Џон Темпл, трећи виконт Палмерстон одлучио је да уступи острва Грчкој. Ову политику је фаворизовала и краљица Викторија.
На одлуку о уступању острва утицало је и ступање на грчки престо данског принца Ђорђа I, приврженог англофила. Заиста, на референдуму у новембру 1862. Грци су изабрали другог сина краљице Викторије, принца Алфреда, за свог краља, делом у нади да ће добити Јонска острва.
После дугих преговора са Грчком, грчки делегат Харилаос Трикупис потписао је Лондонски уговор 29. марта 1864. Британци су 2. маја 1864. отишли и Јонска острва су постале три провинције Краљевине Грчке, иако је Британија задржала употребу луке на Крфу.
Ово се може посматрати као први пример добровољне деколонизације Британије. За Грчку је инкорпорација Јонских острва била прво од неколико територијалних повећања до 1947.

## Мапе
- Жуто је стање острва у односу на садашње границе Грчке. Острва су чинила британски протекторат Сједињених Држава Јонских острва од 1815. године и пренета су Краљевини Грчкој 1864. године.
- Проширење Краљевине Грчке, чији је инкорпорација Јонских острва била прва територијална добит.

## Даље читање
- Anderson M. S. The Eastern Question 1774–1923, A Study in the International Relations (London, 1983).
- Paschalidi, Maria. "Constructing Ionian identities: the Ionian Islands in British official discourses; 1815-1864" (PhD dissertation. UCL (University College London), 2010) online.
- Temperley, H. Documents Illustrating the Cession of the Ionian Islands to Greece, 1848-70, The Journal of Modern History, IX/1, Chicago 1937, pp. 48–55.
- Xenos, Stephanos Th. East and West: A Diplomatic History of the Annexation of the Ionian Islands to the Kingdom of Greece (Trübner, 1865) online.